# Liese (Fluss)
Die Liese ist ein Bach in Nordrhein-Westfalen. Sie entspringt in den Beckumer Bergen und mündet zwischen Wadersloh und Lippstadt (Liesborn) in die Glenne. Der Bach ist 18,56 km lang und hat ein 90,50 km² großes Einzugsgebiet.
Die Liese wird in ihrem Verlauf unterschiedlich genannt. Der Oberlauf in Beckum und in der Bauerschaft Altendiestedde heißt Liese oder Liesenbach, der nächste Abschnitt in Diestedde heißt Mühlenbach, unterhalb der Einmündung des Boxelbaches, im Ortsteil Wadersloh, heißt der Bach Rottbach, und im Ortsteil Liesborn, ab dem Zusammenfluss von Rottbach und Biesterbach, heißt der Bach wieder Liese oder Liesenbach.
Der Name ist wahrscheinlich eine Rückbildung aus dem Ortsnamen Liesborn, welches sich wiederum aus dem Grundwort born für 'Quelle' und dem mittelhochdeutschem Wort liesche für 'Riedgras' zusammensetzt.

## Städte und Gemeinden an der Liese
- Beckum
- Wadersloh-Diestedde
- Wadersloh
- Wadersloh-Liesborn

## Nebenflüsse und Nebenbäche der Liese
- Maybach
- Boxelbach
- Biesterbach
- Bergwiesenbach